# Čyngyz Ajtmatov
Čyngyz Ajtmatov (in kirghiso Чыңгыз Айтматов?, Çıŋgız Aytmatov; in russo Чингиз Торекулович Айтматов?, Čingiz Torekulovič Ajtmatov; Šeker, 12 dicembre 1928 – Norimberga, 10 giugno 2008) è stato uno scrittore kirghiso.

## Biografia
Era figlio di Törökul Aitmatov, che fu vittima delle Grandi purghe staliniane: venne infatti segretamente fucilato dal NKVD, insieme ad altri 136 fra politici, insegnanti, scienziati ed altri professionisti ed intellettuali, nel 1938 a Chon Tash, oggi villaggio della repubblica indipendente del Kirghizistan.
Autore in varie lingue (sia kirghiso che russo) ha esordito nel 1958 con un romanzo incentrato su una giovane donna, una kirghisa, che non si arrendeva alle difficoltà del proprio paese. Il titolo di tale opera fu Melodia della terra. Giamilja (Džamilja, 1958). In seguito scrisse altri racconti, fra cui si distinsero Addio, Gul'sary (1966) e  Il battello bianco (1970), dove racconta tragicamente di un bambino che deve abbandonare i suoi sogni e finisce con il commettere suicidio. Sui numeri 6, 8 e 9 della rivista Novyj Mir del 1986 è stato pubblicato il romanzo Il patibolo (Placha). Il suo ultimo scritto degno di nota è del 1994: Il marchio di Cassandra. Dalle eresie del XX secolo.
Durante la perestroika fu ministro di Michail Gorbačëv, come diplomatico ha portato avanti numerose cause a favore delle minoranze etniche.

## Temi
Ajtmatov mostrava inizialmente interesse sia per l'adolescenza che per il folclore tipico della Russia, in seguito fu attratto anche in piccola parte dalla fantascienza che si univa alla narrazione: si osserva ne Il giorno che durò più di un secolo (1981), dove si descrive un viaggio ambientato nella steppa con osservazioni riferite al "mondo moderno". Andando avanti con gli anni scrisse di temi molto attuali, come la droga e il crimine: Il patibolo (1986), ove si ritrova il pessimismo espresso con la perdita irreversibile della spiritualità.

## Opere
(elenco parziale)
- Giamiljia e altri racconti (Джамиля, 1957), Arnoldo Mondadori Editore, 1961
- Melodia della terra. Giamilja (Džamilja, 1958), Marcos y Marcos, 2006
- Il primo maestro (Первый учитель, 1962), AER, 1996. ISBN 9788886557436
- Addio, Gul'sary (Прощай, Гульсары, 1967), Mursia, 1975
- Il battello bianco: dopo la fiaba (Белый пароход, 1970), De Donato, 1972
- Le prime cicogne: il cane pezzato che correva lungo la riva del mare (Пегий пес, бегущий краем моря, 1977), Mursia, 1980
- Il giorno che durò più di un secolo (I dol'se veka dlitsja den' , 1981), traduzione di Erika Klein, Narratori Sovietici e dell'Europa Orientale 11, Mursia, 1982
- Il patibolo (Placha, 1986), Mursia, 1988
- Il marchio di Cassandra. Dalle eresie del XX secolo, 1994